# Ниязова Румия Мухаматовна

Артистка Р.Ниязова (фотограф Е.Белов)

Ниязова Румия Мухаматовна (род. 16 августа 1988, Джамбул, Казахская ССР) - российская певица, актриса, телеведущая и участница музыкальных проектов.
Рост - 172 см

## Биография

### Ранние годы
Родилась в городе Джамбуле (ныне Тараз, Казахстан) в семье музыкантов и педагогов. Мать (Ниязова Наиля Рахимовна) — преподаватель вокала, отец (Ниязов Мухамат Гаптылхакович) — педагог Института культуры, один из основателей татаро-башкирского культурного центра в Казахстане. Брат (Ниязов Галиэль Мухаматович) — много лет проработал артистом государственного фольклорного ансамбля, сейчас работает ведущим.
С трёх лет выступала на сцене, участвовала в детском ансамбле «Умырзая», созданном родителями при татаро-башкирском центре. Посещала школу хореографии, выступала на конкурсах и концертах. В 9 лет переехала с семьёй в Набережные Челны (Татарстан), где окончила хореографическую школу с отличием.

### Образование
В 2016 году окончила Московский государственный институт культуры и искусств, факультет режиссуры по специальности режиссер театрализованных представлений и праздников.
Свободно владеет английским языком.

### Карьера
В 11 лет сыграла главную роль в музыкальной сказке «Жырлап узган жэй» (татарская адаптация басни Крылова «Стрекоза и муравей»), за которую впоследствии была получена региональная театральная премия «Золотая маска».
В 12 лет стала самой юной участницей известного музыкального коллектива «Болгар моннары».
В 16 лет стала лауреатом премии «Золотой граммофон» в хит-параде «Русского радио» (Набережные Челны). В 17 лет прошла отбор в топ-100 участников проекта «Фабрика звёзд» из 16 000 претендентов.
В 18 лет участвовала в реалити-шоу MTV Russia «Делаем группу» под руководством продюсера Александра Толмацкого. В 19 лет подписала контракт с компанией «Монолит рекордс» и стала солисткой группы «Бархат».
В 22 года становится ведущей на телеканале Russian Travel Guide, где проработала 8 лет. В этот период также участвовала в телевизионных проектах, таких как «Голос 2» (в составе команды Градского) и «Победитель».
Позже работает ведущей утренних новостей на телеканале РБК.
В 30 лет присоединяется к труппе театра Алексея Рыбникова и тесно сотрудничает с продюсерской компанией «Романов Арена».
В этот период проводит несколько государственных приёмов в посольстве России в Казахстане.
С 2022-го года выступает в музыкальном театре ЛДМ «Новая сцена» (Санкт-Петербург).
В 2024-м стала приглашённой артисткой музыкального-драматического театра «Синяя птица» (Санкт-Петербург).
С 2025-го участвует в постановках Санкт-Петербургского театра музыкальной комедии, включая премьерные спектакли (Санкт-Петербург).
22 января 2025 года в городе Манила (Филиппины) состоялся концерт ‘Beyond borders’ («За пределами границ»), в ходе которого Румия Ниязова выступила с песнями на татарском языке, что стало первым задокументированным случаем публичного исполнения

## Работы

### Театр
2013 г. – Мюзикл «Сколько стоит любовь» - Министерша, гламурная фифа (роли второго плана);
2017 - 2018 гг. – Артист театра Алексея Рыбникова;
- Рок-опера «Юнона и Авось» - Ансамбль
- Рок-опера «Звезда и смерть Хоакина Мурьеты» - Золото, Красотка

Снежная королева (Мюзикл "Снежная королева")

2019 – 2022 гг. – Артист продюсерской компании «Romanov Arena»;
- Мюзикл «Снежная Королева» - Снежная Королева (главная роль)
- Мюзикл «Алиса в стране чудес» - Королева цветов (главная роль)
- Мюзикл «Чиполлино» - графиня Вишня (главная роль)

С 2022 г по настоящее время – Актриса театра «LDM.Новая сцена» (г. Санкт-Петербург)
- Мюзикл "Алмазная колесница" -  Гейша О-Юми (главная роль)
- Мюзикл "Чудо-Юдо" - Злая волшебница Мурена (главная роль)
- Мюзикл "Мастер и Маргарита" - Гелла, свита Воланда (главная роль)
- Мюзикл "Распутин" - Анна Вырубова (главная роль)
- Мюзикл "Тюльпаны" - Мария (главная роль)

Гелла (Мюзикл "Мастер и Маргарита")

С 2024 г по настоящее время - Актриса Музыкально-драматического театра «Синяя Птица» 
- Мюзикл «Питер Пэн» - Миссис Дарлинг, Огненная Лилия (главные роли)
- Мюзикл «Синяя Птица» - Дама Ночь (главная роль)

Огненная Лилия (мюзикл "Питер Пэн")

С 2025 г по настоящее время - Актриса Санкт-Петербургского театра музыкальной комедии
- Музыкально-драматический спектакль «Хищники» по повести Чехова «Драма на охоте» - цыганка Тина (главная роль)

### Фильмография
2007 г. - Съёмки в сериале «Дочки матери» (ТВ-канал СТС, роль модели)
2010 - 2011 гг. – Съемки в сериале «Клуб» (7-9 сезоны; ТВ-канал «MTVRussia», роль Вероники);
2011 г. - Съемки в сериале «Светофор» (ТВ-канал СТС, роль ведущей)
2014 - 2015 гг. – Съемки в сериале «Верное средство» (ТВ-канал «РенТв», роль Лейлы);
2025 г. - Съемки в сериале «Опасный» (ТВ-канал «Пятый», роль Яна)
2025 г. - Съемки в сериале «Васька» (ТВ-канал «НТВ», роль Инга)

### Музыкальная карьера
2009 - 2011 гг. – Солистка группы «Бархат», продюсер А.Толмацкий;
2016 - 2018 гг. – Трижды лауреат международного фестиваля татарской песни «Ветер перемен»;

### Телевидение
2009 г. – Участница проекта «Делаем группу», ТВ-канал «MTVRussia»;
2011 - 2017 гг. – Bridge media group. Ведущая международного телеканала Russian Travel Guide (TV&HD). На счету более 50-ти документальных фильмов.
2014 г. – ТВ-канал «РБК ТВ», ведущая главных новостей (утренний эфир);
2013 г. – Участница проекта «Голос 2» (команда А.Градского) 
2017 г. – Участница проекта «Победитель» (Первый канал)

### Другое
2012 - 2016 гг. – Ведущая концертов и праздничных мероприятий компании
«BridgeMedia»;
2016 г. – Ведущая «Ростех ТВ» (Конференция ЦИПР – цифровая индустрия промышленной России);
2019 - 2022 гг. – Организатор государственных приемов для Посольства России в Казахстане

## Премии
Лауреат международного фестиваля татарской песни «Ветер перемен» (2016, 2017, 2018);
18 октября 2012 года в Каннах состоялось награждение лауреатов одного из важнейших фестивалей в мире в области телевизионных документальных фильмов и онлайн-медиа – Cannes Corporate Media & TV Awards. Главную награду фестиваля – статуэтку дельфина – в номинации «Приключения и путешествия» получил фильм телекомпании Russian Travel Guide «Прогулка по Петербургу – городу белых ночей». Ведущая Румия Ниязова.

## Статьи
Румия Ниязова: «Любят филиппинцы задорные песни, нравится им драйв»
Птенцы гнезда Градского и не только: как сложилась судьба 22 участников «Голоса» из Татарстана 
«Я им говорю: «Тартар – это блюдо, татары – нация!»: певица из Челнов споет «Ай, былбылым» на Филиппинах
Bayang Barrios and Rumiya Niyazova: Culture in music
Татарские песни впервые прозвучат на Филиппинах. Их исполнит Румия Ниязова
Участница «Голос-2» познакомила Филиппины с «Ай, былбылым» и «Тала-тала»